# Guida Psych alla lotta al crimine per totali incapaci
Guida Psych alla lotta al crimine per totali incapaci (Psych's Guide to Crime Fighting for the Totally Unqualified) è un saggio umoristico di Chad Gervich, James Roday e Dulé Hill pubblicato il 7 maggio 2013 e basato sulla serie televisiva USA Network Psych, creata da Steve Franks.
Il libro è scritto in prima persona dai due attori impersonando i loro personaggi: Shawn Spencer e Burton Guster, con la supervisione di Gervich. Giocando attorno ad un principio di inside joke che mischia realtà e finzione, nell'episodio Iniezione fatale la guida viene presentata dal protagonista asserendo abbia da poco finito di scriverla e la distribuirà attraverso Barnes & Noble.
Vista la data della sua pubblicazione, il libro può ideologicamente essere collocato nella cronologia della serie verso la fine della settima stagione.

## La guida
La guida è organizzata in sei capitoli e si propone, sebbene in modo demenziale e sconclusionato, di "istruire" il lettore su come diventare un detective privato. In ciascun capitolo Shawn e Gus si rivolgono direttamente al lettore come se stessero tenendogli un corso e presentano, a mo' di logorroico flusso di coscienza, il loro modo di investigare, di scegliere i casi e di relazionarsi con gli altri personaggi della serie, facendo inoltre costante riferimento a varie altre fiction e serie televisive nonché ad alcuni loro casi precedenti.
Nell'intercorrere delle sezioni vari altri personaggi (in particolare Jules) interrompono i discorsi di Shawn o appaiono in note a piè di pagina, spaziando da semplici discorsi nonsense ad obiezioni inerenti all'argomento trattato. Si può quindi dire che, nel corso dell'opera, tutti i personaggi della serie vi si ricavino uno spazio loro e prendano la parola.

## Dediche
Nelle prime pagine del libro sono riportate due citazioni:
"To a man whose steadfast and passionate dedications to all things good has remained an infinite source of enlightenment and ispiration" ("A un uomo la cui costante e appassionata devozione a tutte le cose buone è rimasta una fonte infinita di illuminazione e ispirazione"), dedica di Shawn/Roday a Billy Zane; e "... And these children that you spit on as they try to change their worlds are immune to your consultations. They're quite aware of what they're going through..." (strofa di Changes), dedica di Gus/Hill a David Bowie.

## Riferimenti
L'intero staff della serie televisiva, inclusi attori, guest star ricorrenti e sceneggiatori hanno dato il loro contributo nella stesura della guida, cosa che ha portato alla presenza nella suddetta di numerose citazioni inerenti all'universo narrativo di Psych:
- La copertina della guida si apre con una dedica del ladro Pierre Despereaux.
- L'editore del libro è Ted Matuzak, vero nome di Ted Lomax, personaggio interpretato da Gregory Harrison in Iniezione fatale, che, smascherata l'attività di medico senza licenza avrebbe aperto, nella finzione narrativa, la Grand Central Publishing (reale editore dell'opera), e a cui Shawn aveva appunto proposto di pobblicare la guida.
- Curt Smith (che nella serie impersona più volte se stesso) fa una breve prefazione.
- In una delle prime pagine, Shawn/Roday parafrasa la sigla dello show I know, you know dei Friendly Indians.
- Gus si introduce sovente nel testo per correggere le affermazioni dell'amico come avviene sugli schermi.
- Nel primo capitolo si fa riferimento alle sei diverse tipologie di detective con alcuni esempi: il cane bastonato (Colombo), l'anziano (Lennie Briscoe), l'altro tizio (Gus), il tagliente (Patrick Jane), Liam Neeson (se stesso) e il pinkerton (Cyrus Kenilsworth III).
- Jules correggendone l'ortografia, ha riempito di scarabocchi il saggio, mostrando la sua spesso menzionata mancanza di doti grafiche.
- Henry, Lassiter, McNab, Woody e il Capo Vick sono menzionati di frequente.
- Vengono citate la Fortezza della solitudine e la sede dell'SD-6 in Alias.
- Nella sezione dedicata all'economia della Psych vi è un riquadro curato da Adam Hornstock, consulente legale di Shawn.
- Shawn dichiara che, se Gus non fosse il suo partner vorrebbe, tra i tanti candidati, sua sorella Joy.
- Viene fatto esplicito riferimento ai casi inerenti a Mr. Yin e Mr. Yang.
- Nelle illustrazioni sono mostrata scene di numerosi episodi dalla prima alla sesta stagione.
- Sono menzionati in modo indiretto i libri della pentalogia di Rabkin.

## Edizioni
- James Roday e Dulé Hill, Psych's Guide to Crime Fighting for the Totally Unqualified, guida, Grand Central Publishing, 2013,  pp. 304, ISBN 1-4555-1286-9.